# Ineabelle Díaz
Ineabelle Díaz (Río Piedras, 4 de enero de 1974) es una deportista puertorriqueña que compitió en taekwondo.
Ganó dos medallas en el Campeonato Mundial de Taekwondo, en los años 1993 y 2005, y cuatro medallas en el Campeonato Panamericano de Taekwondo entre los años 1990 y 2006. En los Juegos Panamericanos de 1999 consiguió una medalla de bronce.

## Palmarés internacional
| Campeonato Mundial      | Campeonato Mundial          | Campeonato Mundial | Campeonato Mundial |
| Año                     | Lugar                       | Medalla            | Categoría          |
| ----------------------- | --------------------------- | ------------------ | ------------------ |
| 1993                    | Nueva York (Estados Unidos) | Medalla de bronce  | –60 kg             |
| 2005                    | Madrid (España)             | Medalla de plata   | +72 kg             |
| Juegos Panamericanos    |                             |                    |                    |
| Año                     | Lugar                       | Medalla            | Categoría          |
| 1999                    | Winnipeg (Canadá)           | Medalla de bronce  | –67 kg             |
| Campeonato Panamericano |                             |                    |                    |
| Año                     | Lugar                       | Medalla            | Categoría          |
| 1990                    | Bayamón (Puerto Rico)       | Medalla de oro     | –60 kg             |
| 2000                    | Oranjestad (Aruba)          | Medalla de bronce  | –63 kg             |
| 2002                    | Quito (Ecuador)             | Medalla de oro     | –63 kg             |
| 2006                    | Buenos Aires (Argentina)    | Medalla de plata   | +72 kg             |